# Brain's Base
Brain's Base Inc. (Nhật: 有限会社ブレインズ･ベース Hepburn: Yūgen-gaisha Bureinzu Bēsu) là một xưởng phim hoạt hình Nhật Bản được thành lập vào tháng 7 năm 1996 bởi Ozawa Jūkō, một cựu nhà sản xuất của Tōkyō Movie Shinsha (nay là TMS Entertainment).

## Sản xuất

### Anime truyền hình
| Năm phát sóng | Năm phát sóng                                                  | Tựa đề                                             | Đạo diễn                              | Số tập                                          | Ghi chú                                                                               |
| Bắt đầu       | Kết thúc                                                       | Tựa đề                                             | Đạo diễn                              | Số tập                                          | Ghi chú                                                                               |
| ------------- | -------------------------------------------------------------- | -------------------------------------------------- | ------------------------------------- | ----------------------------------------------- | ------------------------------------------------------------------------------------- |
| 2002          | 2002                                                           | Siêu rồng thép Daigunder                           | Yano Hiroyuki                         | 39                                              | Tác phẩm gốc.                                                                         |
| 2003          | 2004                                                           | Bōken Yūki Pluster World                           | Himaki Yūji                           | 52                                              | Tác phẩm gốc.                                                                         |
| 2005          | 2005                                                           | Kamichu!                                           | Masunari Koji                         | 12                                              | Tác phẩm gốc.                                                                         |
| 2005          | 2006                                                           | Gunparade Orchestra                                | Sato Yutaka (tổng), Shinohara Toshiya | 24                                              | Dựa trên trò chơi điện tử Gunparade March của Alfa System.                            |
| 2006          | 2006                                                           | Innocent Venus                                     | Kawagoe Jun                           | 12                                              | Tác phẩm gốc.                                                                         |
| 2007          | 2007                                                           | Kishin Taisen Gigantic Formula                     | Gotou Keiji                           | 26                                              | Tác phẩm gốc.                                                                         |
| 2007          | 2007                                                           | Baccano!                                           | Ōmori Takahiro                        | 16                                              | Dựa trên light novel cùng tên của Narita Ryōgo.                                       |
| 2008          | 2008                                                           | Kure-nai                                           | Masuo Kō                              | 12                                              | Dựa trên bộ light novel của Katayama Kentarō.                                         |
| 2008          | 2008                                                           | Natsume Yūjin-chō                                  | Omori Takahiro                        | 13                                              | Chuyển thể từ manga của Midorikawa Yuki.                                              |
| 2009          | 2009                                                           | Akikan!                                            | Himaki Yūji                           | 12                                              | Dựa trên bộ light novel cùng tên của Ranjō Riku.                                      |
| 2009          | 2009                                                           | Zoku Natsume Yūjin-chō                             | Omori Takahiro                        | 13                                              | Phần tiếp theo của Natsume Yūjin-chō.                                                 |
| 2009          | 2009                                                           | Ōkami to Kōshinryō II                              | Takahashi Takeo                       | 12                                              | Phần tiếp theo của Ōkami to Kōshinryō. Hợp tác sản xuất với hãng phim Marvy Jack.     |
| 2010          | 2010                                                           | Durarara!!                                         | Omori Takahiro                        | 26                                              | Dựa trên bộ light novel cùng tên của Narita Ryōgo.                                    |
| 2010          | 2010                                                           | Kuragehime                                         | Omori Takahiro                        | 11                                              | Dựa trên bộ manga của Higashimura Akiko.                                              |
| 2011          | 2011                                                           | Dororon Enma-kun Meeramera                         | Yonetani Yoshitomo                    | 12                                              | Loạt anime mới trong series Dororon Enma-kun do Nagai Gō sáng tạo.                    |
| 2011          | 2011                                                           | Natsume Yūjin-chō San                              | Omori Takahiro                        | 13                                              | Phần tiếp theo của Zoku Natsume Yūjin-chō.                                            |
| 2011          | 2011                                                           | Kamisama Dolls                                     | Kishi Seiji                           | 13                                              | Dựa trên manga của Yamamura Hajime.                                                   |
| 2011          | 2011                                                           | Mawaru-Penguindrum                                 | Ikuhara Kunihiko Nakamura Shouko      | 24                                              | Tác phẩm gốc.                                                                         |
| 2012          | 2012                                                           | Natsume Yūjin-chō Shi                              | Omori Takahiro                        | 13                                              | Phần tiếp theo của Natsume Yūjin-chō San.                                             |
| 2012          | 2012                                                           | Sengoku Collection                                 | Gotou Keiji                           | 26                                              | Dựa trên trò chơi điện tử cùng tên của Konami.                                        |
| 2012          | 2012                                                           | Tonari no Kaibutsu-kun                             | Kaburaki Hiro                         | 13                                              | Dựa trên manga của Robico.                                                            |
| 2012          | 2013                                                           | Ixion Saga DT                                      | Takamatsu Shinji                      | 25                                              | Dựa trên trò chơi điện tử Ixion Saga của Capcom.                                      |
| 2013          | 2013                                                           | Amnesia                                            | Ohashi Yoshimitsu                     | 12                                              | Dựa trên visual novel cùng tên của Idea Factory.                                      |
| 2013          | 2013                                                           | Yahari ore no seishun love comedy wa machigatteiru | Yoshimura Ai                          | 13                                              | Dựa trên bộ light novel của Watari Wataru.                                            |
| 2013          | 2013                                                           | Brothers Conflict                                  | Matsumoto Atsushi                     | 12                                              | Dựa trên bộ tiểu thuyết của Kanase Atsuko và Mizuno Takeshi.                          |
| 2013          | 2013                                                           | Blood Lad                                          | Miya Shigeyuki                        | 10                                              | Dựa trên bộ manga của Kodama Yuuki.                                                   |
| 2014          | 2014                                                           | D-Frag!                                            | Sugawara Seiki                        | 12                                              | Dựa trên manga của Haruno Tomoya.                                                     |
| 2014          | 2014                                                           | Bokura wa Minna Kawai-sō                           | Shigeyuki Miya                        | 12                                              | Dựa trên manga của Miyahara Ruri.                                                     |
| 2014          | 2014                                                           | Kamigami no Asobi                                  | Kawamura Tomoyuki                     | 12                                              | Dựa trên visual novel do Nippon Ichi Software phát triển.                             |
| 2014          | 2014                                                           | Isshūkan Friends                                   | Iwasaki Tarou                         | 12                                              | Dựa trên bộ manga của Hazuki Matcha.                                                  |
| 2015          | 2017                                                           | Kyōkai no Rinne                                    | Sugawara Seiki, Ishiodori Hiroshi     | 75                                              | Chuyển thể từ manga của Takahashi Rumiko.                                             |
| 2015          | 2015                                                           | Aoharu × Kikanjū                                   | Nakano Hideaki                        | 12                                              | Dựa trên manga của NAOE.                                                              |
| 2015          | 2015                                                           | Dance with Devils                                  | Yoshimura Ai                          | 12                                              | Dựa trên trò chơi điện tử của Rejet.                                                  |
| 2016          | 2016                                                           | Endride                                            | Gotou Keiji                           | 24                                              | Thuộc một phần của dự án cùng tên. Hợp tác sản xuất với hãng phim Lapin Track.        |
| 2016          | 2016                                                           | Servamp                                            | Sara Itto                             | 12                                              | Chuyển thể từ manga của Strike Tanaka. Hợp tác sản xuất với Platinum Vision.          |
| 2016          | 2016                                                           | Cheer Danshi!!                                     | Yoshimura Ai                          | 12                                              | Dựa trên tiểu thuyết của Asai Ryō.                                                    |
| 2016          | 2016                                                           | Watashi ga Motete Dōsunda                          | Ishiodori Hiroshi                     | 12                                              | Chuyển thể từ manga của Junko.                                                        |
| 2017          | 2017                                                           | Fukumenkei Noise                                   | Takahashi Hideya                      | 12                                              | Dựa trên bộ manga của Fukuyama Ryōko.                                                 |
| 2018          | 2018                                                           | Gakuen Babysitters                                 | Morishita Shūsei                      | 12                                              | Chuyển thể từ manga của Tokeino Hari.                                                 |
| 2018          | 2018                                                           | Gakuen Basara                                      | Ohama Minoru                          | 12                                              | Phần ngoại truyện của trò chơi diện tử Sengoku Basara do Capcom phát triển.           |
| 2019          | 2019                                                           | Grimms Notes the Animation                         | Sugawara Seiki                        | 12                                              | Chuyển thể từ trò chơi Grimms Notes trên điện thoại của Square Enix.                  |
| 2019          | 2019                                                           | Duel Masters!!                                     | Sasaki Shinobu, Ishiodori Hiroshi     | 51                                              | Loạt anime thứ ba tập trung vào nhân vật Kirifuda Joe của Duel Masters.               |
| 2020          | 2020                                                           | Kyokō Suiri                                        | Gotou Keiji                           | 12                                              | Dựa trên bộ tiểu thuyết của Shirodaira Kyo.                                           |
| 2020          | 2021                                                           | Duel Masters King                                  | Ishiodori Hiroshi                     | 47                                              | Loạt anime thứ bốn tập trung vào nhân vật Kirifuda Joe của Duel Masters.              |
| 2021          | 2022                                                           | Duel Masters King!                                 | Hiroshi Ishiodori                     | 43                                              | Loạt anime thứ năm tập trung vào nhân vật Kirifuda Joe của Duel Masters.              |
| 2021          | 2021                                                           | Fumetsu no anata e                                 | Murata Masahiko                       | 20                                              | Dựa trên bộ manga của Ōima Yoshitoki.                                                 |
| 2022          | 2022                                                           | Duel Masters King MAX                              | Ishiodori Hiroshi, Suzuki Yūsuke      | 17                                              | Loạt anime thứ sáu tập trung vào nhân vật Kirifuda Joe của Duel Masters.              |
| 2022          | 2023                                                           | Duel Masters Win                                   | Suzuki Yūsuke                         | 29                                              | Loạt anime đầu tiên tập trung vào nhân vật Kirifuda Win của Duel Masters.             |
| 2022          | 2023                                                           | Golden Kamuy (mùa 4)                               | Suguhara Shizutaka                    | 13                                              | Nối tiếp câu chuyện từ mùa thứ ba của Golden Kamuy, trước đó do Geno Studio sản xuất. |
| 2023          | 2023                                                           | Kyokō Suiri (mùa 2)                                | Gotou Keiji                           | 12                                              | Phần tiếp theo của Kyokō Suiri.                                                       |
| 2023          | 2024                                                           | Megumi no Daigo: Kyūkoku no Orange                 | Murata Masahiko                       | 23                                              | Chuyển thể từ manga của Soda Masahito.                                                |
| 2024          | Maō no Ore ga Dorei Elf o Yome ni Shitanda ga, Dō Medereba Ii? | Ishiodori Hiroshi                                  | 12                                    | Chuyển thể từ light novel của Teshima Fuminori. |                                                                                       |

### OVA
| Tựa đề                                                | Đạo diễn                                          | Ngày phát hành                        | Số tập | Ghi chú                                                                                 |
| ----------------------------------------------------- | ------------------------------------------------- | ------------------------------------- | ------ | --------------------------------------------------------------------------------------- |
| Change Getter Robo!!: Sekai Saigo no Hi               | Imagawa Yasuhiro (tập 1–3) Kawagoe Jun (tập 4–13) | 25 tháng 8, 1998 – 25 tháng 5, 1999   | 13     | Chuyển thể từ manga Getter Robo của Ishikawa Ken. Hợp tác sản xuất với Bee Media.       |
| Shin Getter Robo vs Neo Getter Robo                   | Kawagoe Jun                                       | 21 tháng 12, 2000 – 25 tháng 6, 2001  | 4      | Chuyển thể từ manga Getter Robo của Ishikawa Ken. Hợp tác sản xuất với Bee Media.       |
| Mazinkaiser                                           | Murata Masahiko                                   | 25 tháng 9, 2001 – 25 tháng 2, 2002   | 7      | Tác phẩm gốc.                                                                           |
| Mazinkaiser: Shitou! Ankoku Daishogun                 | Murata Masahiko                                   | 25 tháng 7, 2003                      | 1      | Phiên bản remake của Mazinger Z vs. Ankoku Daishogun (1974).                            |
| Shin Getter Robo                                      | Kawagoe Jun                                       | 9 tháng 4, 2004 – 10 tháng 9, 2004    | 13     | Tác phẩm gốc.                                                                           |
| Super Robot Taisen Original Generation: The Animation | Kawagoe Jun                                       | 27 tháng 5, 2005 – 23 tháng 12, 2005  | 3      | Tác phẩm gốc.                                                                           |
| Kikōshi Enma                                          | Kanbe Mamoru                                      | 25 tháng 8, 2006 – 23 tháng 3, 2007   | 4      | Chuyển thể từ manga của Nagai Gō.                                                       |
| Kimi ga Nozomu Eien ~Next Season~                     | Takayama Hideki                                   | 21 tháng 12, 2007 – 19 tháng 12, 2008 | 4      | Dựa trên visual novel Kimi ga Nozomu Eien của Âge.                                      |
| Denpa teki na Kanojo                                  | Kanbe Mamoru                                      | 4 tháng 2, 2009 – 4 tháng 12, 2009    | 2      | Dựa trên light novel của Katayama Kentarō.                                              |
| Shijō Saikyō no Deshi Ken'ichi                        | Ishiodori Hiroshi                                 | 14 tháng 3, 2012 – 16 tháng 5, 2014   | 11     | Chuyển thể từ manga của Matsuena Syun.                                                  |
| Assassination Classroom                               | Gotou Keiji                                       | 6 tháng 10, 2013                      | 1      | Chuyển thể tử manga của Matsui Yūsei.                                                   |
| Natsume Yūjin-chō: Itsuka Yuki no Hi ni               | Omori Takahiro                                    | 5 tháng 4, 2014                       | 1      | Dựa trên manga của Midorikawa Yuki.                                                     |
| Ane Log: Moyako Nēsan no Tomaranai Monologue          | Ichimura Tetsuo                                   | 18 tháng 9, 2014 – 18 tháng 4, 2015   | 3      | Chuyển thể từ manga của Taguchi Kenji.                                                  |
| Chō Jikū Robo Meguru                                  | Gotou Keiji                                       | Tháng 11 năm 2014                     | 1      | Tác phẩm gốc. Hợp tác sản xuất với Studio A-Cat.                                        |
| Bokura wa Minna Kawai-sō: Hajimete to                 | Miya Shigeyuki                                    | 26 tháng 12, 2014                     | 1      | Tập phim không được phát sóng trên truyền hình; đính kèm với bộ Blu-ray và DVD thứ bảy. |

### Phim anime chiếu rạp
| Tựa đề                     | Đạo diễn       | Ngày phát hành   | Ghi chú                                        |
| -------------------------- | -------------- | ---------------- | ---------------------------------------------- |
| Kaze o Mita Shōnen         | Takahiro Omori | 22 tháng 7, 2000 | Dựa trên tiểu thuyết của C. W. Nicol.          |
| Hotarubi no Mori e         | Omori Takahiro | 17 tháng 9, 2011 | Chuyển thể từ manga của Midorikawa Yuki.       |
| Dance with Devils: Fortuna | Yoshimura Ai   | 4 tháng 11, 2017 | Dựa trên trò chơi Dance with Devils của Rejet. |